# Алексо Кюлявков
Алексо Д. Кюлявков е български политик.

## Биография
Роден е във велешкото мияшко село Ореше. Роднина е на Павел Кюлявков.
В края на 1916 година кюстендилският кмет Димитър Манчев е отстранен от длъжност поради злоупотреба в Кюстендилската градска общинска реквизиционна комисия, на която е председател, е даден под съд и осъден на затвор. Общинският съвет на Кюстендил не избира нов кмет, а решава кметската длъжност да се изпълнява от първия помощник-кмет Алексо Кюлявков. На длъжността той е от 1 януари 1917 година до 30 октомври 1918 година. Алексо Кюлявков изпълнява кметската длъжност в продължение на близо 2 години и се занимава главно с военновременни и социални проблеми.